# Альборз
Альборз (перс. استان البرز‎) — остан в Иране. Образован путём выделения из остана Тегеран, после одобрения парламентом 23 июня 2010 года, и был введён в качестве тридцать первого остана Ирана. Находится к северо-западу от Тегерана, у подножия гор Эльбурс. Площадь — 5 833 км², население — 1 375 450 человек (2006). Административный центр — город Кередж.

## Административное деление
Провинция делится на 5 шахрестана:
1. Саводжболаг
2. Талекан
3. Назарабад
4. Кередж
5. Фердис